# Râul Arpadia, Gilort
Râul Arpadia este un curs de apă, afluent al râului Gilort.